# Hilary Duff (álbum)
Hilary Duff es el tercer álbum de estudio de la cantante estadounidense Hilary Duff. A diferencia del anterior trabajo de Duff, el álbum se caracteriza por ser más roquero, personal y maduro, con título homónimo. Fue lanzado al mercado el 28 de septiembre de 2004. Recibió críticas negativas y fue comparado con la música de Avril Lavigne y Ashlee Simpson. Hasta el momento el álbum ha vendido más de 3 millones de copias mundialmente.

## Antecedentes
Duff también expresó su interés por crear un material lírico más agresivo, y afirmó que "ya no era más Lizzie McGuire", puesto que en este nuevo material reflejaba más madurez en cada uno de sus temas. Dijo estar más "implicada" en las letras que con su primer álbum. Sobre el estilo del álbum, afirmó que ella deseaba hacer un disco "más pesado y rockero".
Duff afirmó en una entrevista que ella para este álbum deseó trabajar con los mismos productores y compositores que en su anterior producción: "Ellos me hicieron sentir muy cómoda y segura, me gusta trabajar con ellos, tengo una gran relación con ellos. Hablo con ellos todo el día y saben que es lo que está pasando en mi vida, saben cómo me siento". Las canciones no fueron coescritas por Duff, aunque ella le contaba sus experiencias a los escritores. Los miembros del equipo creativo incluyen a Charlie Midnight, John Shanks, Kara DioGuardi, Andre Recke, Marc Swersky y Haylie Duff. Hilary coescribió únicamente tres canciones del álbum: "Mr. James Dean", "Haters" y "Rock This World".
Varios productores y compositores que no trabajaron con Duff en Metamorphosis contribuyeron en este álbum, como Andreas Carlsson y Desmond Child ("Who's That Girl?"), Guy Chambers ("Shine"), Julian Bunetta y James Michael ("The Getaway") y Ty Stevens ("Rock This World"). Ron Entwistle es coescritor y coproductor de "Weird". Kevin DeClue contribuyó en "The Last Song" y "Mr. James Dean" (ambos coproducidos por Haylie). Duff comentó que "Mr. James Dean" ha sido una de sus canciones favoritas del álbum; en la letra, ella se refiere a su exnovio Aaron Carter, sin nombrarlo como "un completo engreído James Dean"; "Hide Away" fue coescrita y coproducida por Shaun Shankel y Diane Warren compuso "I Am", donde habla sobre sus aspectos positivos y negativos.
"Fly", "Someone's Watching over Me" y "Jericho", fueron usadas para la banda sonora de la película Raise Your Voice, una película dramática protagonizada por Duff en el 2004. Hilary ha comentado públicamente en diversas entrevistas que "Fly" "es una canción que va dirigida a todas aquellas personas que tienen miedo a abrirse y demostrar lo que llevan dentro, porque sienten temor a las cosas que otra persona pueda decir. Es una canción que eleva". "Someone's Wartching over Me" y "Jericho" son interpretadas ya casi al final del film, con ritmos más acústicos e instrumentales.

## Sencillos
Fly
Fue el único sencillo mundial del álbum, lanzado en agosto en las radios estadounidenses. El sencillo no entra en el Billboard Hot 100 debido a la falta de promoción en las radios y termina teniendo un éxito moderado en el mundo. Alcanza los primeros lugares en charts de Irlanda y Taiwán, y logra llegar a los primeros lugares en las cadenas de televisión de América y el mundo.
Hilary manifestó que ella deseaba que Weird fuera el primer sencillo del álbum, pero finalmente Fly terminó ocupando el lugar de este.
Someone's Watching over Me
Fue el segundo sencillo, lanzado sólo en Australia para promoción del álbum. El vídeo, es la escena de la película Raise Your Voice (La chica del verano) donde la misma Duff canta en un teatro frente al público esta canción. El sencillo llega a la posición n°22 en la lista de dicho país.

### Otras Canciones
The Getaway, iba a ser el segundo sencillo mundial, pero debido a la caída de ventas del álbum, éste fue cancelado y usado sólo como un radiosingle promocional en Estados Unidos, al igual que I am y Weird usado como radiosingle en Europa.

## Rendimiento comercial
El álbum debutó en la segunda posición del Billboard 200 en Estados Unidos, vendiendo en su primera semana alrededor de 192 000 copias. Fue certificado con disco de platino + oro en dicho país por la RIAA, por vender más de 1'5 millones de unidades.
El álbum debutó en la primera posición en Canadá, y obtuvo triple disco de platino por la CRIA por vender más de 300 000 unidades en dicho país. Hilary Duff también debutó en n.º 6 en Australia, y fue certificado por la ARIA con disco de platino por más de 70 000 copias vendidas. 
El primer y único sencillo mundial del disco, "Fly", fue lanzado en agosto de 2004 a las radios de Estados Unidos. El video obtuvo mucha popularidad en todos los canales de televisión. En programas como TRL de MTV, recibió una promoción pesada en sus primeras semanas, aunque la canción casi no fue promovida en las radios americanas. El sencillo no entró en el Billboard Hot 100, sin embargo, logró alcanzar el puesto 29 en el Top Mainstream de Estados Unidos. El sencillo fue muy exitoso en países como Italia, Taiwán, Canadá y China, y obtuvo un éxito discreto en Australia, Nueva Zelanda y en los Países Bajos. Para el 2006, Fly fue incluido en el álbum de éxitos Most Wanted de Hilary Duff y fue relanzado en Reino Unido e Irlanda como sencillo y en Italia y Polonia como promocional. 
Aunque la discográfica Hollywood Records solo permitió la promoción de un único sencillo promocional para el álbum debido a las bajas ventas que sostuvo el álbum en comparación al anterior álbum, fue lanzado Someone's Watching over Me únicamente en Australia.
El álbum ha superado actualmente ventas de 3 millones de copias mundialmente.

## Hilary Duff Attack Day
El álbum tuvo un buen éxito mundial en sus primeras semanas, pero por la poca promoción después de haber sido lanzado al mercado mundial con tan solo un sencillo y la escasa promoción en las radios de Estados Unidos sufrió "una caída repentina" en las ventas en todo el mundo. Fue así como Hollywood Records canceló el lanzamiento de The Getaway como segundo sencillo, puesto que el presupuesto económico que se tenía que invertir en este y otros sencillos, podía ser manejado para la inversión de un nuevo disco. 
Poco después, los fanes en todo el mundo de Hilary diseñaron en conjunto a través de varios clubs oficiales un proyecto que denominaron "Hilary Duff Attack Day" ("El día del ataque de Hilary Duff"), una campaña que elaboraron para persuadir a Hollywood Records de lanzar un nuevo sencillo al mercado global. Fue así como más de 20 clubs de fanes de Duff en los cinco continentes motivaban a los fanes a comprar el disco el 4 de abril de 2005, de modo que las ventas aumentarían en esa y en las semanas siguientes a ella, de manera que la disquera lanzaría un nuevo sencillo que impactara las ventas del álbum. Los fanes clamaban a través de la red por más promoción.
Después del día de ataque por parte de los fanes de Duff a las tiendas de discos, las ventas aumentaron considerablemente, pero Hollywood Records no lanzó ningún otro sencillo. En junio de 2005, según Nielsen SoundScan, el álbum había vendido 1'5 millones de copias en Estados Unidos.
Por la poca promoción de su compañía discográfica, el álbum no pudo permaner mucho en las listas musicales del mundo.

## Lista de canciones
| Hilary Duff |                              |                                                          |          |  |
| N.º         | Título                       | Escritor(es)                                             | Duración |  |
| 1.          | «Fly»                        | Kara DioGuardi, John Shanks                              | 3:43     |  |
| 2.          | «Do You Want Me?»            | Matthew Gerrard, DioGuardi                               | 3:30     |  |
| 3.          | «Weird»                      | Charlie Midnight, Marc Swersky, Ron Entwistle            | 2:55     |  |
| 4.          | «Hide Away»                  | Shaun Shankel, Midnight, Trina Harmon, Tyler Hayes Bieck | 3:47     |  |
| 5.          | «Mr. James Dean»             | Hilary Duff, Haylie Duff, Kevin De Clue                  | 3:28     |  |
| 6.          | «Underneath This Smile»      | DioGuardi, Shanks                                        | 3:38     |  |
| 7.          | «Dangerous To Know»          | Midnight, Wendy Page, Jim Marr                           | 3:33     |  |
| 8.          | «Who's That Girl?»           | Midnight, Andreas Carlsson, Desmond Child                | 3:26     |  |
| 9.          | «Shine»                      | DioGuardi, Guy Chambers                                  | 3:29     |  |
| 10.         | «I am»                       | Diane Warren                                             | 3:43     |  |
| 11.         | «The Getaway»                | Julian Bunetta, James Michael                            | 3:37     |  |
| 12.         | «Cry»                        | Midnight, Swersky, Charlton Pettus                       | 4:02     |  |
| 13.         | «Haters»                     | Hilary Duff, Haylie Duff, Midnight, Swersky              | 2:56     |  |
| 14.         | «Rock This World»            | Midnight, Denny Weston Jr., Ty Stevens, Hilary Duff      | 3:42     |  |
| 15.         | «Someone's Watching Over Me» | DioGuardi, Shanks                                        | 4:11     |  |
| 16.         | «Jericho»                    | Midnight, Chico Bennett                                  | 3:52     |  |
| 17.         | «The Last Song»              | Haylie Duff, Kevin De Clue                               | 1:25     |  |
| 58:50       |                              |                                                          |          |  |

| Bonus tracks |                                         |                                           |          |  |
| N.º          | Título                                  | Escritor(es)                              | Duración |  |
| 18.          | «Who's That Girl?» (Acoustic Version)   | Midnight, Andreas Carlsson, Desmond Child | 3:25     |  |
| 19.          | «Our Lips Are Sealed» (ft. Haylie Duff) | Jane Wiedlin, Terry Hall                  | 2:40     |  |
| 20.          | «My Generation»                         | Pete Townshend                            | 2:41     |  |

## Posicionamiento
| Listas (2004)                      | Posición |
| ---------------------------------- | -------- |
| Australia Albums (ARIA)            | 6        |
| Belgian Albums (Ultratop Wallonia) | 71       |
| Canadian Albums (Billboard)        | 1        |
| Dutch Albums (MegaCharts)          | 19       |
| Japanese Albums (Oricon)           | 5        |
| Mexican Albums (AMPROFON)          | 6        |
| New Zealand Albums (RIANZ)         | 14       |
| Spanish Albums (PROMUSICAE)        | 14       |
| US Billboard 200                   | 2        |

## Certificaciones
| País | Certificación | Ventas    |
| --- | ------------- | --------- |
| Australia (ARIA) | Platinum      | 70 000    |
| Canadá (CRIA) | 3× Platinum   | 300 000   |
| Japón (RIAJ) | Gold          | 100 000   |
| Estados Unidos (RIAA) | Platinum      | 1 900 000 |
| *cifras de ventas basadas únicamente en la certificación ^cifras de envíos basadas únicamente en la certificación xcifras no especificadas basadas únicamente en la certificación |               |           |